# Macugonalia leucomelas
Macugonalia leucomelas är en insektsart som först beskrevs av Walker 1851.  Macugonalia leucomelas ingår i släktet Macugonalia och familjen dvärgstritar. Inga underarter finns listade i Catalogue of Life.